# Maui (mitologia maori)
Maui é um herói popular da mitologia maori conhecido por suas aventuras extravagantes e sobrenaturais.

## A Origem de Maui
Conta-se em uma das versões mais difundidas do mito da criação de Maui, que, ao nascer, sua mãe teria embrulhado-o em uma de suas mechas de cabelo, pondo-o em seguida ao mar para perecer, onde, logo depois, foi salvo pelo Sol, juntado-se posteriormente a ela novamente.

## A Perda da Imortalidade
Uma das formas do povo maori de explicar a perda da imortalidade dos seres humanos é atribuindo-a a Maui. Conta-se que numa viagem ao mundo subterrâneo, junto com seus companheiros, ele encontra a deusa da morte, também identificada como gigante, dormindo. Maui tenta então entrar em seu corpo acreditando que assim conquistaria a imortalidade. Enquanto se despe, pede para os seus acompanhantes aves fazerem silêncio, posicionando-se em seguida para penetrar a deusa. No entanto, um dos pássaros que acompanham-no começa a rir devido ao fato de Maui entalar ao forçar sua entrada que, por fim, termina por acordar a deusa que então o mata.
Em outra versão do mito, o pai de Maui incentiva-o a entrar na deusa a partir na vagina e posteriormente saindo por sua boca com o mesmo intuito. Porém, novamente uma ave ri ao vê-lo entrar na deusa desperta, esmagando-lhe em seu corpo.
Em ambos os relatos, devido a transgressão e petulância de Maui, os seres humanos perdem a imortalidade.

## A Pescaria de Maui e o Roubo do Fogo

### A Origem do Povo Maori
Uma das aventuras mais notórias de Maui seria a pesca lendária da terra firme, ou seja, as ilhas. Conta-se que Maui saiu para pescar e fisgou algumas ilhas com seu anzol. Em outra versão do mesmo mito, Maui, saindo com seus irmãos, foi pescar em alto-mar, e sem sucesso na pescaria resolveram dormir. Maui, ficou acordado e lançou seu anzol ao mar, e pegou um enorme peixe, e logo descobriu que era uma ilha, porém, teve uma luta tão grande para puxá-lo que a linha arrebentou e o peixe-ilha escapou. A pesca continuou, e de novo a mesma situação voltou a acontecer. Porém, dessa vez, Maui agarrou com tanta força o peixe-ilha que ele terminou de sair da água, formando a ilha de Hawaiki (O Peixe de Maui), que seria de onde o povo maori se originou, e, ele, teve sua canoa encalhada e seu anzol transformado em uma grande enseada.

### A Criação do Fogo
Outra aventura de Maui é o furto do fogo da heroína Mahui-iki que o guardava no mundo subterrâneo onde vivia. Maui a faz retirar todas as suas unhas incandescentes, a fonte do fogo. Entretanto, ao chegar na última delas, a heroína a atirou ao chão dando início a um incêndio onde Maui interveio convocando a chuva que, em seguida, o extinguiu. Mahui-iki recuperou algumas centelhas restantes arremessando-as às árvores que logo queimaram. Depois disso os seres humanos passaram a usar a madeira para fazer o fogo.